# 패트릭 부비에 케네디
패트릭 부비에 케네디(영어: Patrick Bouvier Kennedy, 1963년 8월 7일 ~ 8월 9일)는 존 F. 케네디 대통령과 재클린 케네디 오나시스의 막내아들이자 아라벨라, 캐럴라인, 존 주니어의 남동생이다.
조산으로 태어난 케네디는 자신을 구하기 위한 필사적인 시도들이 실패한 후, 히알린 막 질환의 합병증으로 죽기 전에 39시간 이상을 살았다. 그의 어린 죽음은 대통령 가족과 국가를 애도하게 했다. 그러나, 그것은 또한 현재 유아 호흡 곤란 증후군으로 알려진 HMD를 대중의 의식 속으로 가져와 더 많은 연구에 영감을 주었다.

## 같이 보기
- 조산